# Cruz Mariana

Tipo de Cruz Mariana.

Tipo de Cruz Mariana.

Uma cruz mariana é um termo para descrever uma representação simbólica da estreita ligação de Maria com a missão redentora de Jesus. A letra "M" abaixo da cruz indica a presença de Maria ao pé da cruz.

## Medalha Milagrosa

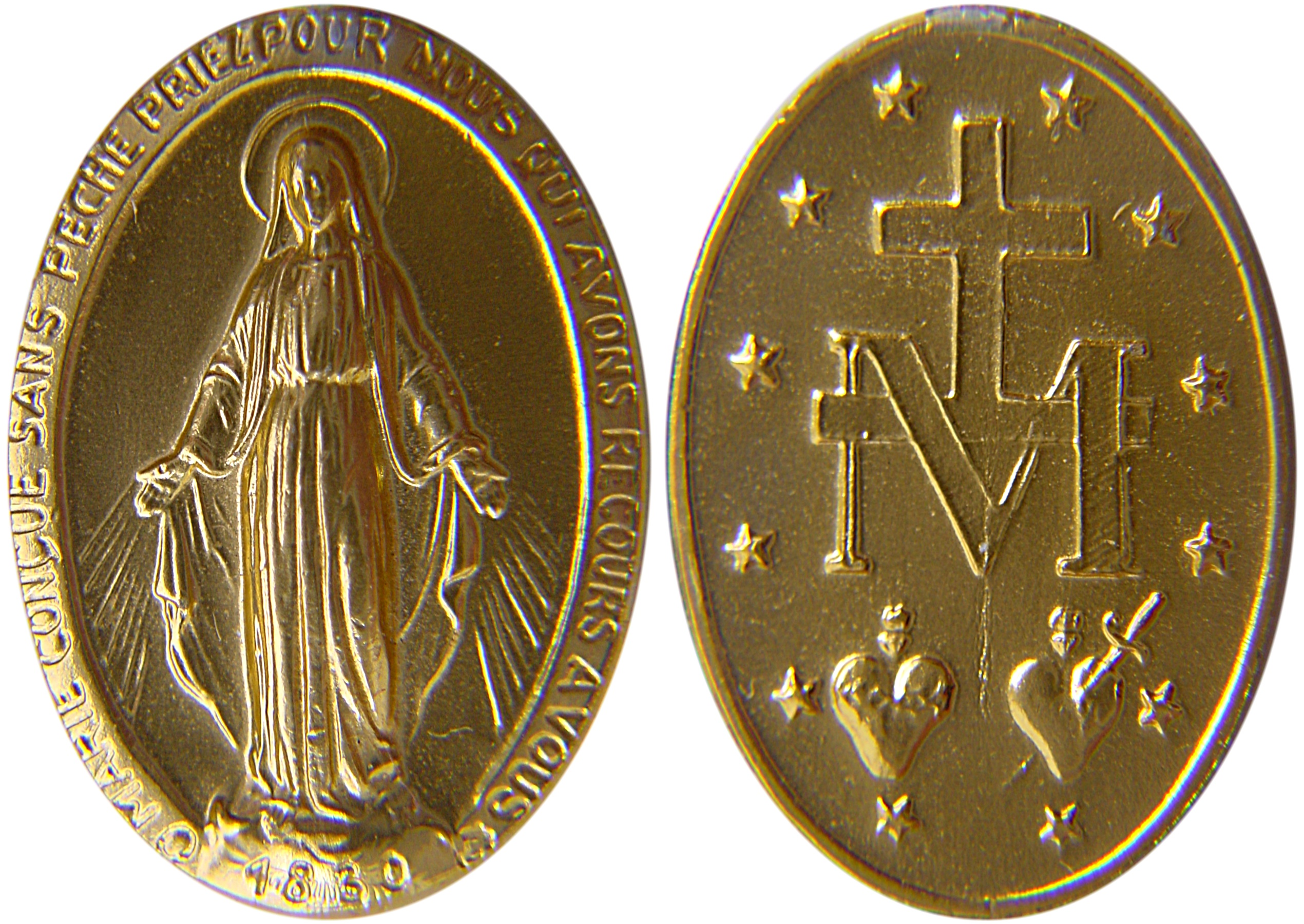
A Medalha Milagrosa de Nossa Senhora das Graças.

A combinação da letra M com uma cruz latina faz parte do desenho de 1830 da Medalha Milagrosa (também conhecida como Medalha de Nossa Senhora das Graças baseada nas revelações de Santa Catarina Labouré). Nesse desenho, a letra M é encimada por uma cruz latina normal sobre uma barra entrelaçada com a letra M.

## Brasão do Papa João Paulo II
O brasão papal de João Paulo II apresenta uma cruz deslocada de sua posição central usual para dar lugar a uma letra "M" no sinistro quadrante da base (canto inferior direito como visto pelo observador), que representa a presença da Virgem Maria em A morte de Jesus na cruz.

Em um artigo de 1978, o jornal do Vaticano, L'Osservatore Romano, relatou:
O brasão de armas do Papa João Paulo II pretende ser uma homenagem ao mistério central do cristianismo, o da Redenção. Representa principalmente uma cruz, cuja forma, no entanto, não corresponde a nenhum dos modelos heráldicos usuais. Chama a atenção o motivo do inusitado deslocamento da parte vertical da cruz, se considerarmos o segundo objeto incluído no Brasão: o grande e majestoso M maiúsculo, que lembra a presença de Nossa Senhora sob a Cruz e sua excepcional participação em Redenção. Assim se manifesta a intensa devoção do Pontífice à Santíssima Virgem.

Brasão do Papa João Paulo II.

João Paulo escreveu: "Como é bem sabido, em minhas armas episcopais, que são uma ilustração simbólica do texto evangélico João 19,25-27. ("Perto da cruz de Jesus estavam sua mãe e a irmã de sua mãe, Maria, a esposa de Cleofás, e Maria Madalena. Quando Jesus viu sua mãe e o discípulo a quem ele amava, disse a sua mãe: 'Mulher, eis aí o teu filho.' Então ele disse ao discípulo: 'Eis aí a tua mãe.")